# Koerachove
Koerachove (Oekraïens: Курахове) of Koerachovo (Russisch: Курахово) is een stad in oblast Donetsk, in het oosten van Oekraïne. De plaats ligt 41 kilometer ten westen van het centrum van de stad Donetsk en maakt deel uit van rajon Pokrovsk. In Koerachove bevindt zich de energiecentrale Koerachove.
In 1936 werd de plaats gesticht vanwege de bouw van de energiecentrale. De centrale werd in juli 1941 in gebruik genomen. Tot 1943 heette de plaats Koerachovgresstroj (Russisch: Кураховгрэсстрой) en vervolgens Koerachovgres (Кураховгрэс). In 1956 verkreeg het de status van stad en de naam Koerachove. Tijdens de Russische invasie van Oekraïne sinds 2022 meldde het Russische ministerie van Defensie op 6 januari 2025 dat het Russische leger de controle over Koerachove verkregen had.

## Galerij

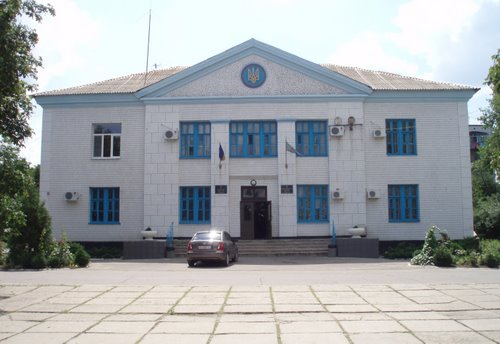
Stadhuis
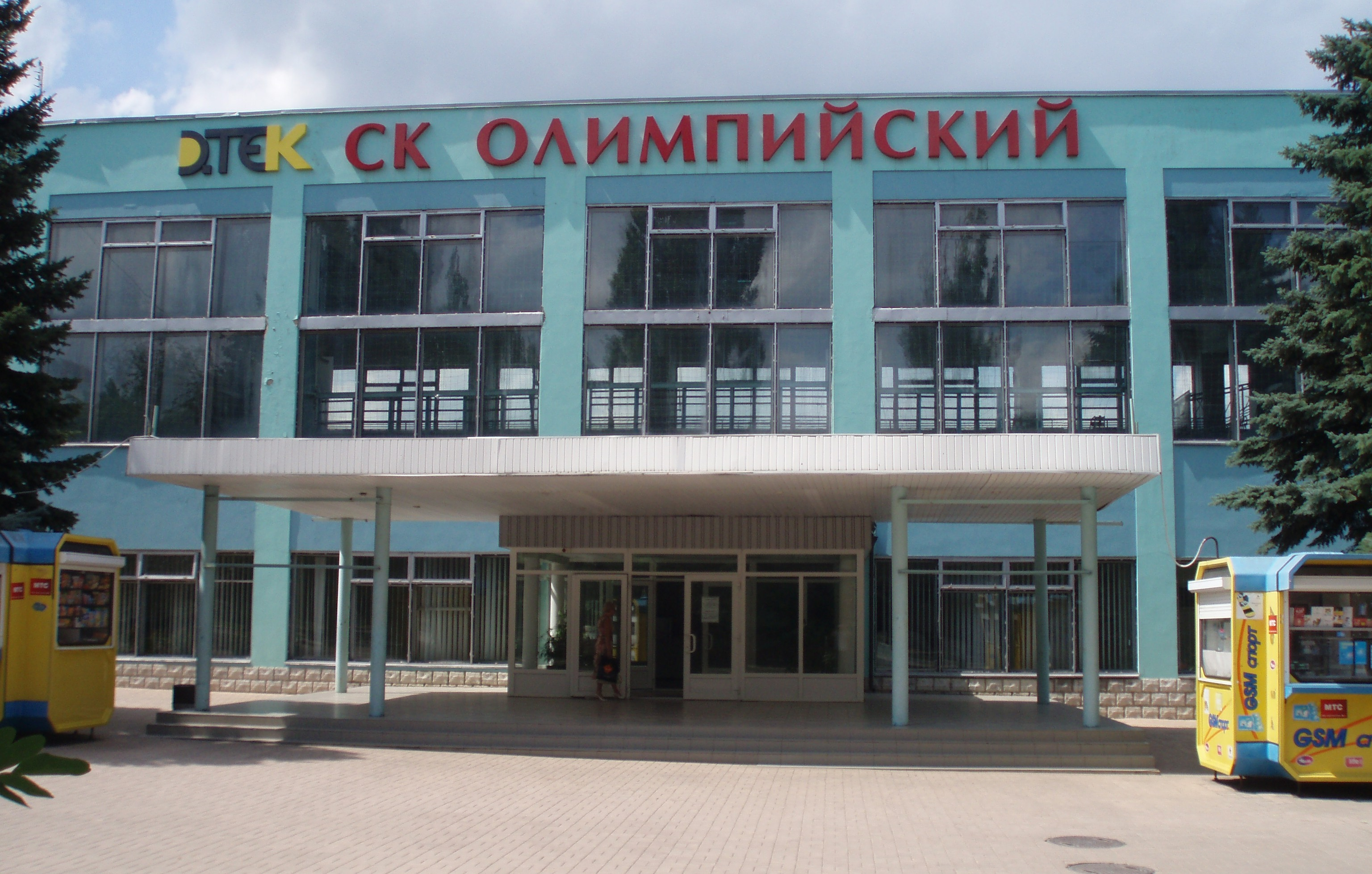
Sportcentrum
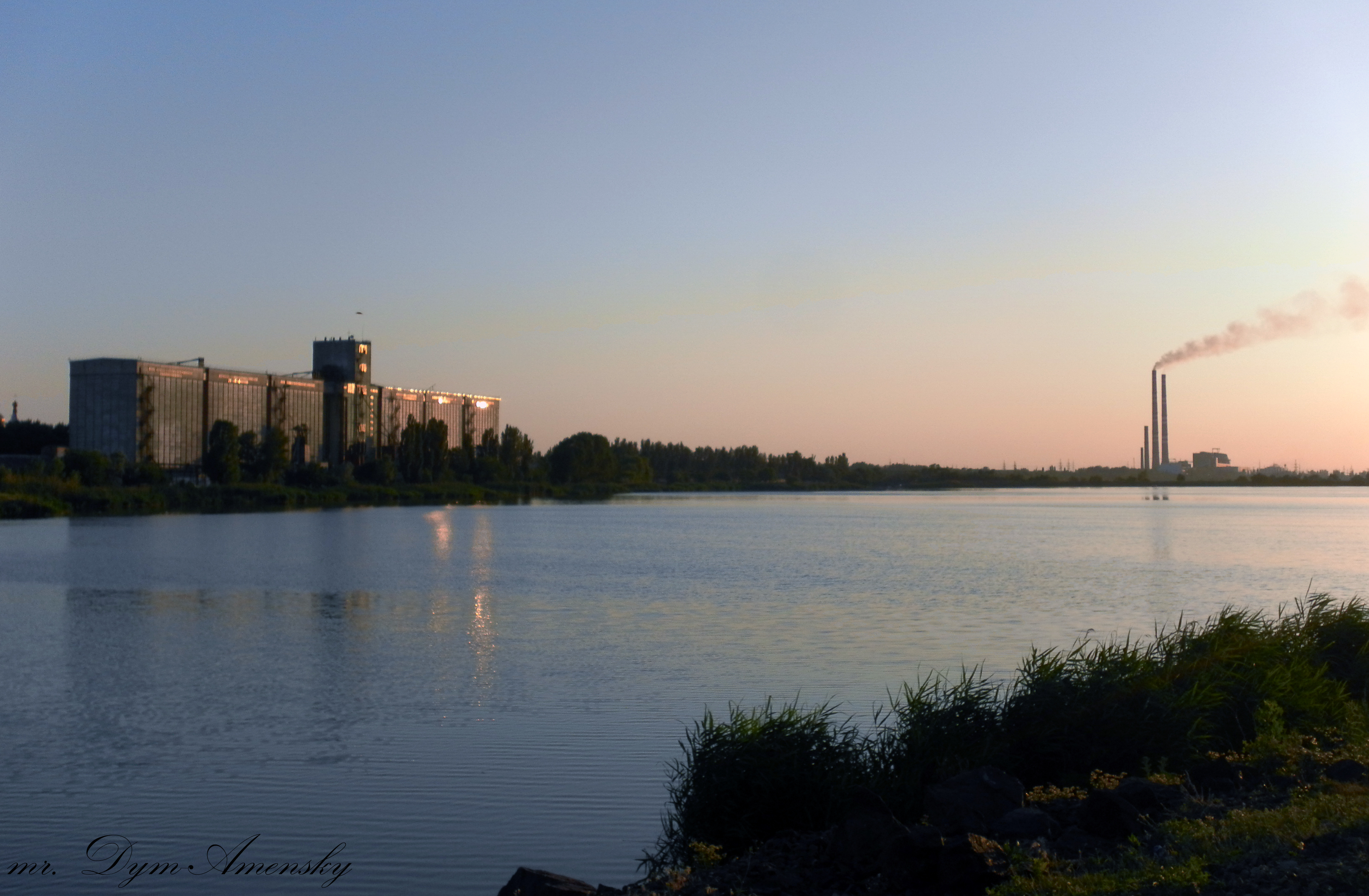
Stuwmeer van Koerachove
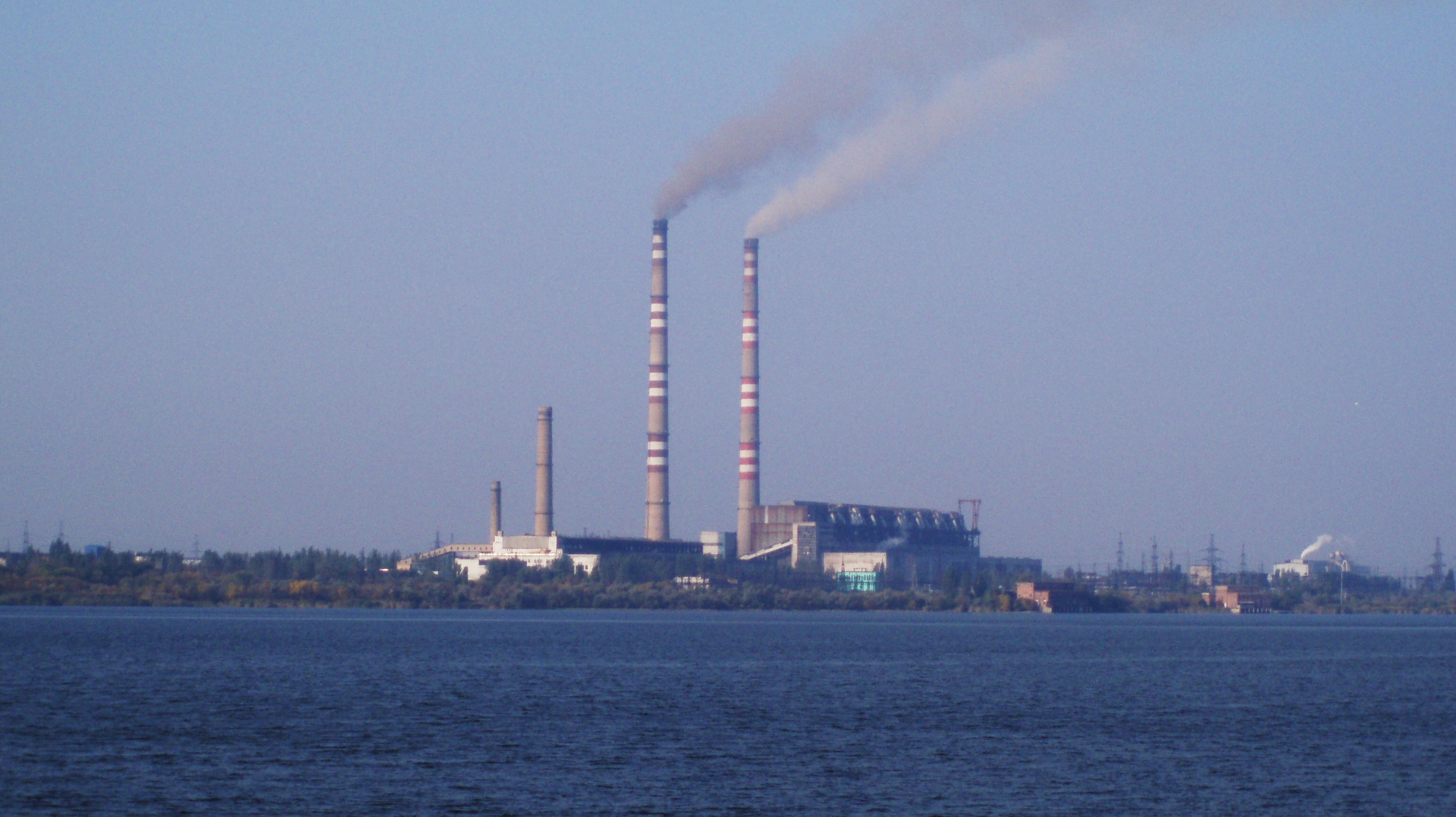
Energiecentrale Koerachove
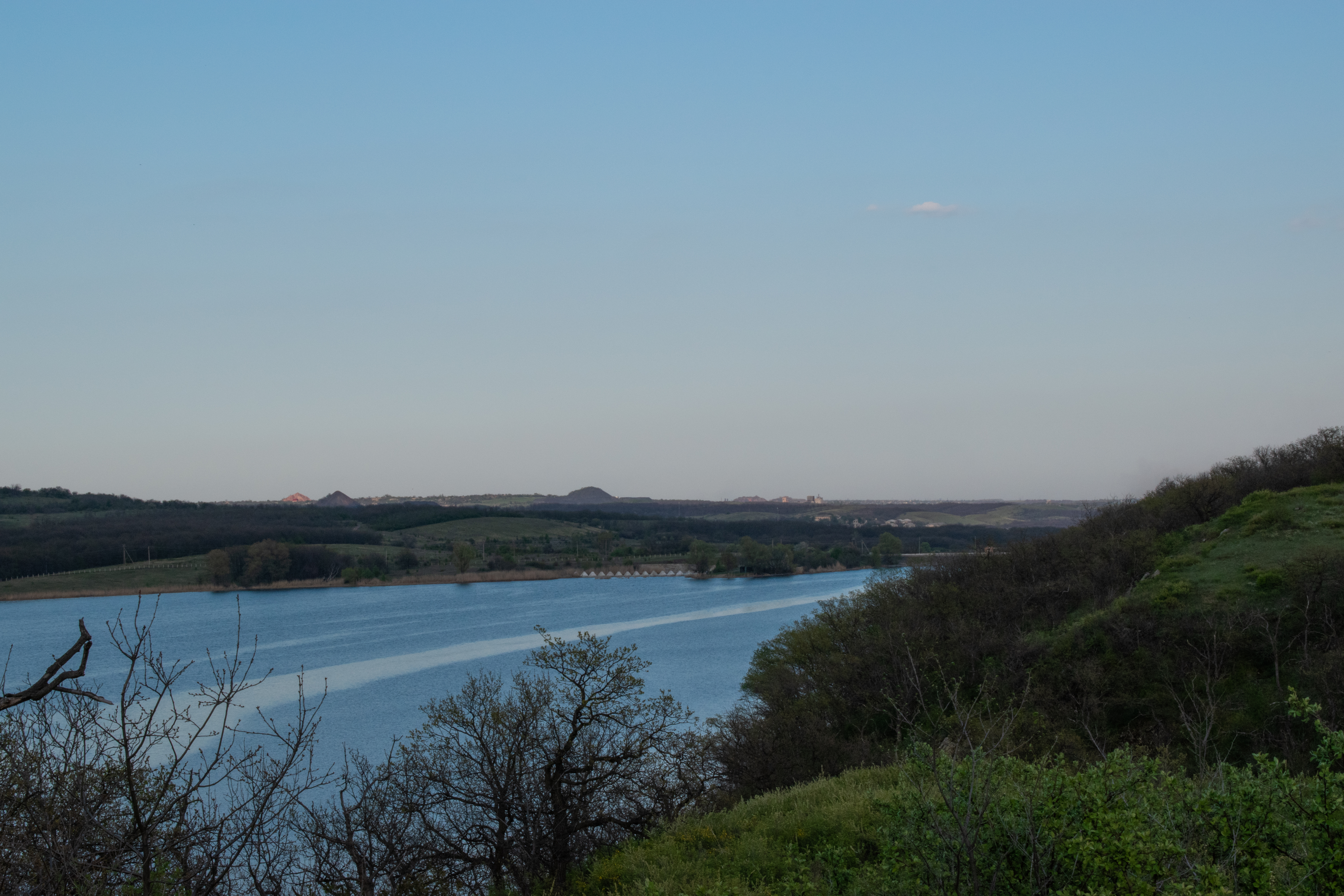
Vallei van Koerachove